# Репатриация боснийских поляков (1946)
Репатриа́ция босни́йских поля́ков (пол. Przesiedlenie Polaków z Bośni i Hercegowiny do Polski w 1946) — добровольное переселение поляков из титовской Боснии и Герцеговины в Польшу с 28 марта по 2 ноября 1946 года. За этот период Боснию и Герцеговину покинули 14088 человек, большинство из которых были расселены в Польше в районе Болеславца. Переселение происходило по просьбе боснийских поляков, которые боялись нападений со стороны четников. В результате переселения польская община в Боснии практически исчезла и её численность не восстановилась даже к 2010-м годам — в 2013 году в боснийской Республике Сербской проживали 186 поляков.

## Предыстория: польская община Боснии до 1945 года

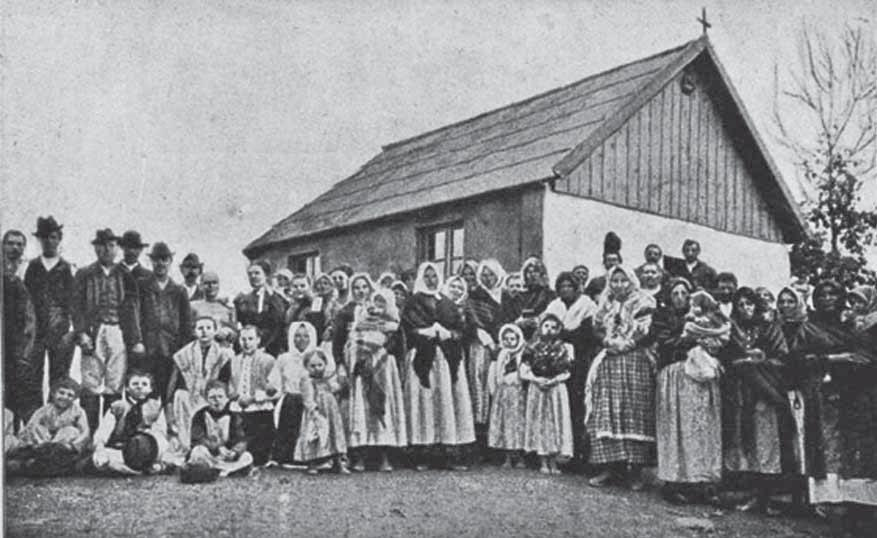
Польские переселенцы в боснийском Челиноваце

Заметная польская община появилась в Боснии в период австрийского правления. В 1895—1905 годах в Боснию из австрийской Галиции переселились 830 польскоязычных крестьянских семей вместе с русинами. Эти переселенцы получили бывшие мусульманские земли и разместились в следующих местностях:
- Район Баня-Луки;
- Посавина;
- Район Сараево.

Местные жители называли этих переселенцев галицийцами. В 1910 году в Боснии было около 11 тысяч поляков, которые проживали в 12 польских колониях и примерно в 30 смешанных селениях.
В королевской Югославии боснийские поляки поддерживали контакты с властями Польши. В Баня-Луке в 1920 году открылось польское консульство. В межвоенный период численность польской общины несколько возросла. В 1921 году в Боснии насчитывалось около 11 тысяч поляков, а к началу Второй мировой войны их было уже более 15 тысяч. Между польско-украинским католическим и православным сербским населением существовали трения.

## Причины переселения: конфликт боснийских поляков с четниками
В результате Апрельской войны 1941 года боснийские поляки оказались в составе Независимого государства Хорватия. Сербские четники стали совершать нападения на боснийских поляков. В результате, большинство боснийских поляков поддержали партизан Тито. В мае 1944 года в Прняворе был сформирован батальон. Зимой 1944—1945 года был конфликт между полякам и четниками. Отношения обострились после Второй мировой войны — зимой 1945—1946 годов, когда титовские власти выдали польским селам оружие для защиты от четников. В этот период несколько сотен поляков были вынуждены бежать из горных деревень в города (в частности, в Прнявор).

## Подготовка переселения
1 июля 1945 года «Союз поляков в Югославии» обратился к властям Боснии и Герцеговины с просьбой разрешить полякам выехать в Польшу. Проблемой стал вопрос об имуществе, которое предстояло оставить в Югославии. Боснийские поляки настаивали на выплате им компенсации за земли и недвижимость. Власти Боснии и Герцеговины отказывались платить такую компенсацию и требовали, чтобы поляки заплатили за вывозимые скот, корма и продовольствие.
Одновременно начались переговоры с польскими властями и выбор места для переселения. В июле 1945 года делегация боснийских поляков отправилась в Варшаву для переговоров с Государственным управлением репатриации, а также совершила поездку по Нижней Силезии, где располагались земли, отошедшие от Германии. Эти земли были пусты — их немецкое население было выселено в Германию.
20 октября 1945 года польская делегация направила Болеславу Беруту меморандум, в котором назвала наиболее подходящим местом для переселения боснийских поляков район Болеславца. 6 декабря 1945 года боснийские поляки направили письмо Тито, в котором настаивали на переселении. 25 декабря 1945 года Прнявор посетил польский посол в Югославии Ян-Кароль Венде. 2 января 1946 года был подписан польско-югославский правительственный протокол о переселении боснийских поляков в Польшу, который предусматривал следующие условия:
- Переселенцы могли вывезти с собой строительные материалы и небольшое количество скота;
- Недвижимое имущество переселенцев (в том числе земли) безвозмездно передавались Югославии.

## Организация переселения и его осуществление
Для организации переселения боснийских поляков были созданы:
- Польско-югославская комиссия по переселению;
- Югославская комиссия по приему имущества переселенцев.

С 28 марта по 2 ноября 1946 года 32 колонны переселенцев (14088 человек, в том числе 7405 детей и подростков) ушли из Боснии в направлении Славонски-Брода, откуда по железной дороге отбыли в Польшу.

## Малая Югославия в Польше и правовой статус переселенцев
В Польше в 1946 году боснийские поляки были расселены в Болеславце и его окрестностях, которые получили обиходное наименование «Малая Югославия» (пол. Mała Jugosławia). В этот район также шел поток переселенцев из Центральной Польши. Местные жители называли переселенцев из Боснии:
- «югославами» («jugosłowianie»);
- «боснийцами» («bośniacy»);
- «юголями» («jugole»);
- «коммунистами из Югославии» («komuniści z Jugosławii»);
- «югославскими цыганами» («jugosłowiańscy cyganie»).

Из этих прозвищ видно, что к боснийским полякам местные жители относились не всегда хорошо.
Польские власти присвоили боснийским полякам статус репатриантов, приравняв их к «забужанам» — полякам, которые переселялись в Польшу в то время из СССР (из-за Буга). До 1960-х годов в районе Болеславца существовали противоречия между переселенцами из Центральной Польши и переселенцами из других мест (боснийскими поляками, «забужанами» и другими).